# Drosophila seyanii
Drosophila seyanii är en tvåvingeart som beskrevs av Chassagnard och Léonidas Tsacas 1997. Drosophila seyanii ingår i släktet Drosophila och familjen daggflugor.
Artens utbredningsområde är Malawi och Zambia.